# Peyreleau (tổng)
Tổng Peyreleau là một tổng thuộc tỉnh Aveyron trong vùng Occitanie.
Tổng này được tổ chức xung quanh Peyreleau ở quận Millau. Độ cao khu vực này dao động từ 372 m (La Cresse) đến 1 011 m (Veyreau) với độ cao trung bình 580 m.

## Hành chính
| Giai đoạn | Ủy viên            | Đảng | Tư cách |
| --------- | ------------------ | ---- | ------- |
| 2001-2014 | Danièle Vergonnier | DVD  |         |

## Các đơn vị trực thuộc
Tổng Peyreleau gồm 7 xã với dân số 1 966 người (điều tra dân số năm 1999, dân số không tính trùng)
| Xã                         | Dân số | Mã bưu chính | Mã insee |
| -------------------------- | ------ | ------------ | -------- |
| La Cresse                  | 273    | 12640        | 12086    |
| Mostuéjouls                | 264    | 12720        | 12160    |
| Peyreleau                  | 70     | 12720        | 12180    |
| Rivière-sur-Tarn           | 961    | 12640        | 12200    |
| La Roque-Sainte-Marguerite | 172    | 12100        | 12204    |
| Saint-André-de-Vézines     | 117    | 12720        | 12211    |
| Veyreau                    | 109    | 12720        | 12293    |

## Biến động dân số
| 1962                                                     | 1968  | 1975  | 1982  | 1990  | 1999  |
| -------------------------------------------------------- | ----- | ----- | ----- | ----- | ----- |
| 1 422                                                    | 1 680 | 1 569 | 1 681 | 1 730 | 1 966 |
| Nombre retenu à partir de 1962 : dân số không tính trùng |       |       |       |       |       |